# Christian Cannabich
Johann Christian Innocenz Bonaventura Cannabich (ochrzczony 28 grudnia 1731 w Mannheimie, zm. 20 stycznia 1798 we Frankfurcie nad Menem) – niemiecki kompozytor, skrzypek i dyrygent, przedstawiciel młodszej generacji szkoły mannheimskiej.

## Życiorys
Syn Martina Friedricha. Gry na skrzypcach i kompozycji uczył się u ojca oraz Johanna Stamitza. 6 maja 1744 roku wraz z bratem Matthiasem został przyjęty jako uczeń do mannheimskiej orkiestry dworskiej i od 1745/1746 roku występował w niej jako skrzypek. Jesienią 1750 roku, dzięki stypendium przyznanemu przez elektora Karola IV Teodora, wyjechał do Rzymu, gdzie pobierał naukę u Niccolò Jommellego. W 1753 roku wyjechał do Stuttgartu, rok później do Mediolanu, by ostatecznie w 1757 roku powrócić do Mannheimu, gdzie po śmierci Johanna Stamitza objął stanowisko koncertmistrza orkiestry mannheimskiej.
W latach 60. i 70. XVIII wieku święcił triumfy jako koncertmistrz i kompozytor, występując często na scenach paryskich. Dzięki wsparciu księcia Christiana IV drukował w Paryżu swoje utwory, zaś w 1772 roku zdobył w tym mieście złoty medal w konkursie na symfonię. Pisał muzykę do baletów wystawianych w Paryżu, Berlinie i Kassel. Przyjaźnił się z Leopoldem Mozartem oraz jego synem Wolfgangiem Amadeusem, który podziwiał jego muzykę i nawiązywał później do niej w swojej twórczości. Salzburski kompozytor udzielał także lekcji gry na fortepianie córce Cannabicha, trzynastoletniej Rosie, według jego słów: „bardzo ładnej, ułożonej panience” oraz sportretował ją w jednej ze swoich sonat (KV 309). W 1774 roku Cannabich objął posadę dyrektora muzyki instrumentalnej na dworze w Mannheimie. W 1778 roku wraz z dworem i większością orkiestry przeniósł się do Monachium. Pod koniec życia popadł w problemy finansowe, co zmusiło go do podróżowania z koncertami.
Skomponował m.in. ponad 90 symfonii, koncerty, kwintety, tria i duety, około 40 baletów, opery Azakia (1778) i La Croisée (1788) oraz melodramat Elektra (1780). Częściej od innych twórców szkoły mannheimskiej tworzył 4-częściowe kompozycje cykliczne i stosował powolne wstępy. Melodyka Cannabicha utrzymana była w stylu galant. Jako jeden z pierwszych kompozytorów przydzielał większe partie melodyczne klarnetom i wykorzystywał brzmienie liryczne fagotu. Dyrygując orkiestrą, zgodnie z ówczesnymi zwyczajami występował jako pierwszy skrzypek, udzielając muzykom wskazówek ruchami łokcia i głowy.